# Frank Farmer (physicien)
Pour les articles homonymes, voir Frank Farmer.
Frank Farmer (18 septembre 1912 – 16 juillet 2004) est un physicien anglais, pionnier dans l'application de la physique à la médecine, en particulier pour le traitement des cancers par radiothérapie.

## Biographie
Frank Taylor Farmer est né à Bexleyheath, dans le Kent. Il étudie au Eltham College (en) avant d'obtenir son baccalauréat en génie électrique au King's College de Londres, en 1933. Il intègre ensuite le groupe de recherche dirigé par J. A. Ratcliffe à l'Université de Cambridge et obtient son doctorat en soutenant une thèse sur la propagation des ondes radio dans l'ionosphère. Par la suite, il poursuit des recherches sur ce sujet au sein du Centre de recherche Marconi (en) près de Chelmsford, dans l'Essex.

## Carrière
En 1940, il commence à travailler comme assistant physicien dans le département de radiographie du Middlesex Hospital. Il y intègre un groupe de physiciens employés par les hôpitaux de Londres pendant la guerre pour travailler sur les questions liées à l'émergence de la technologie des rayons X, et l'utilisation du radium dans les traitements contre le cancer. Et c'est cette problématique qui deviendra le point central de la carrière de Franck Farmer. Son dosimètre, qu'il met au point au Middlesex Hospital, deviendra un outil standard utilisé dans les hôpitaux à travers le monde pour calibrer les machines à rayons X. Il est encore produit commercialement de nos jours.
En 1945, il dirige le département de physique du Royal Victoria Infirmary (en) (RVI) à Newcastle upon Tyne. À l'époque, l'hôpital possédait des machines Marconi pour thérapie à rayons X profonds. La maitrise d'utilisation qu'en avait Farmer permit à l’hôpital de les maintenir en fonctionnement pendant de nombreuses années. Farmer réunit autour de lui des experts en santé physique, en radio-isotopes, en ultrasons, en instrumentation et mesure physiologique. À la suite d'innovations spécifiques, il sera le premier, dès 1963, à utiliser un accélérateur linéaire de particules pour le traitement du cancer. De nombreuses autres utilisations cliniques bénéficieront de cette technologie, notamment les techniques de traçage par radio-isotopes , développées à l'aide de radio-isotopes à partir des réacteurs nucléaires d'Amersham et de Harwell. En 1966, Farmer est le premier professeur de physique médicale nommé à l'Université de Newcastle. Grâce à Farmer et son équipe, le RVI devient un centre réputé pour la recherche sur les applications médicales liée à la technologie de la radio-isotopique, fournissant ses services à l'ensemble de la région du Nord de l'Angleterre. Au moment où Farmer prend la retraite, en 1978, le département de physique du RVI était présent dans les trois hôpitaux de Newcastle ainsi qu'à Teesside (en) et dans le comté de Cumbria, pour un personnel de 70 scientifiques et techniciens.
Farmer a été Président de l'association des physiciens de l'hôpital de 1959 à 1960, et de l'Institut britannique de radiologie de 1973 à 1974. Au cours de sa carrière, il a siégé à la Commission internationale des unités et mesures radiologiques, ainsi que dans de nombreux autres organismes de recherche professionnels liés à la radiographie. Il est l'auteur d'un grand nombre d'articles scientifiques. Il est reçu officier de l'Ordre de l'Empire britannique en 1973 pour services rendus à la physique appliquée à la médecine.

## Vie personnelle
Fervent Quaker, il met à profit sa retraite pour travailler à de nombreux projets locaux visant à améliorer les conditions de vie des sans-abri à Newcastle upon Tyne. Membre des Amis de la Terre, il mène une vie frugale et s'oppose au nucléaire, civil et militaire.
Radio-amateur passionné, il est récompensé en 1977 par le Wireless Institute d'Australie (en) qui lui décerne le prix du bicentenaire du capitaine Cook pour son dévouement à la radio en ondes courtes de la communauté.
Il décède en 2004 d'un cancer du pancréas dans la maison de soins palliatifs de Saint-Oswald, à Newcastle.